# Дорофеев, Иван Дмитриевич
Иван Дмитриевич Дорофеев (1916—1987) — советский учёный в области проектирования, создания и эксплуатации ядерных энергетических установок подводных лодок, профессор, доктор технических наук, лауреат Ленинской премии, инженер-контр-адмирал.

## Биография
Иван Дмитриевич Дорофеев родился в 1916 году в деревне Сереброво (ныне — Камешковского района Владимирской области).
В 1928 году окончил Серебровскую начальную школу и продолжил обучение в Камешковской школе-девятилетке.
В 1930 году поступил в Ковровскую профессионально-техническую школу. Работал в Коврове слесарем и одновременно учился в вечернем Ковровском энергетическом рабфаке.
В 1934 году поступил в Московский энергетический институт, в котором проучился до 1937 года.
В 1937 году по специальному комсомольскому набору был призван в военно-морской флот и поступил в Высшее военно-морское инженерное училище имени Ф. Э. Дзержинского.
В 1940 году, после окончания училища, назначен командиром машинной группы электромеханической боевой части эскадренного миноносца «Шаумян» Черноморского флота.
С марта 1943 года — командир электромеханической боевой части эскадренного миноносца «Железняков» Черноморского флота.
Участник обороны Одессы и Севастополя, обеспечивал высадки морских десантов в порты Феодосии, Судака и Евпатории.
В 1944 году был командирован в Англию для приёмки военных кораблей. В августе 1944 года был назначен командиром электромеханической боевой части переданного по ленд-лизу ВМФ ССР английского лёгкого крейсера типа «Таун» и переименованного в эскадренный миноносец «Достойный». На этом корабле Дорофеев воевал до конца войны на Северном флоте.
В мае 1945 года был командирован в США принимать военные корабли для войны с Японией. К началу войны с Японией прибыл в Петропавловск-Камчатский. Принимал участие в войне с Японией. После окончания войны до 1946 года служил на Тихоокеанском флоте во Владивостоке в должности инженер-механика дивизиона фрегатов Тихоокеанского флота.
В 1946 году поступил в Военно-морскую академию кораблестроения и вооружения имени Крылова, которую закончил в 1949 году.
С 1949 по 1952 год участвовал в разработке и испытаниях паросиловых установок боевых кораблей.
В 1952—1957 годах принимал участие в проектировании, строительстве и испытании ядерной энергетической установки для первой советской атомной подводной лодки «Ленинский комсомол».
С 1956 года возглавлял отдел атомных энергетических установок Научно-исследовательского института военного кораблестроения. С 1959 по 1968 год был начальником энергетического управления Научно-исследовательского института военного кораблестроения.
В 1961 году присвоено звание инженер-контр-адмирал.
В 1964 году в составе Правительственной комиссии участвовал в 51 суточном испытательном походе подводной лодки «К-27» в Атлантику.
В 1964 году стал Лауреатом Ленинской премии. В 1966 году защитил докторскую диссертацию.

И. Д. Дорофеева друзья-сослуживцы называли «русским Риковером» (Риковер — американский адмирал, главный идеолог атомного подводного кораблестроения). Академик А. П. Александров, научный руководитель проблемы корабельной ядерной энергетики, относился к Ивану Дмитриевичу с максимальным уважением как к главному авторитету в этой области среди руководящего состава военного кораблестроения и всегда учитывал его мнение при принятии решений.— А.Я. Благовещенский, доктор технических наук, заслуженный деятель науки РФ, капитан 1 ранга в отставке, ученик И. Д. Дорофеева.
С 1969 по 1976 год — начальник кораблестроительного факультета Военно-морской академии. Профессор.
В 1976 году уволился в запас и продолжал работать профессором Кафедры атомной энергетики и ядерной безопасности объектов военно-морского флота академии.
Умер в 1987 году в Ленинграде, похоронен на Северном кладбище.

## Награды
- Орден Ленина,
- Орден Отечественной войны 1-й степени,
- Орден Отечественной войны 2-й степени (дважды)
- Орден Красной Звезды (дважды),
- Орден Красного Знамени;
- Орден «За службу Родине в Вооруженных Силах СССР» 3-й степени,
- Медали[5]

## Семья
- Отец — Дмитрий Стефанов Дорофеев, крестьянин
- Мать — Дарья Никоновна Затеева
- Сын — Валентин
- Сын — Аркадий.